# Поликаря
Полика́ря — водопад на территории Сочи. Расположен на северном склоне хребта Аибга недалеко от посёлка Красная Поляна в Адлерском районе города Сочи, Краснодарский край, Россия.
Высота водопада составляет примерно 70 м. Питается от таяния снегов и осадков, выпадающих на хребте Аибга. Расположен в лесной зоне. Рядом с водопадом находится снежник который тает в течение всего лета. Даже в июне — июле рядом с водопадом Поликаря лежит снег.
К водопаду ведёт легкопроходимая грунтовая дорога. Проехать туда можно либо на автомобилях высокой проходимости, либо пройти около 800 м пешком от кресельной канатной дороги К13 горнолыжного комплекса Горная карусель. За проход к водопаду взималась в 2008 году плата в размере 50 рублей (за вход в Сочинский национальный парк), в 2025 году плата составляет 250 руб.